# Archiconchoecilla
Archiconchoecilla är ett släkte av kräftdjur. Archiconchoecilla ingår i familjen Halocyprididae.
Kladogram enligt Catalogue of Life:
| Archiconchoecilla | \| \| Archiconchoecilla maculata \| \| \| \| \| \| Archiconchoecilla versicula \| \| \| \| |
|                   | \| \| Archiconchoecilla maculata \| \| \| \| \| \| Archiconchoecilla versicula \| \| \| \| |
|                   | Archiconchoecilla maculata                                                                 |
|                   |                                                                                            |
|                   | Archiconchoecilla versicula                                                                |
|                   |                                                                                            |